# Cerkiew św. Szymona Słupnika w Kamieńcu
Cerkiew św. Szymona Słupnika – świątynia prawosławna zbudowana na początku XX wieku, znajdująca się w Kamieńcu na Białorusi. Położona w centrum miasta, przy ulicy Gogola.

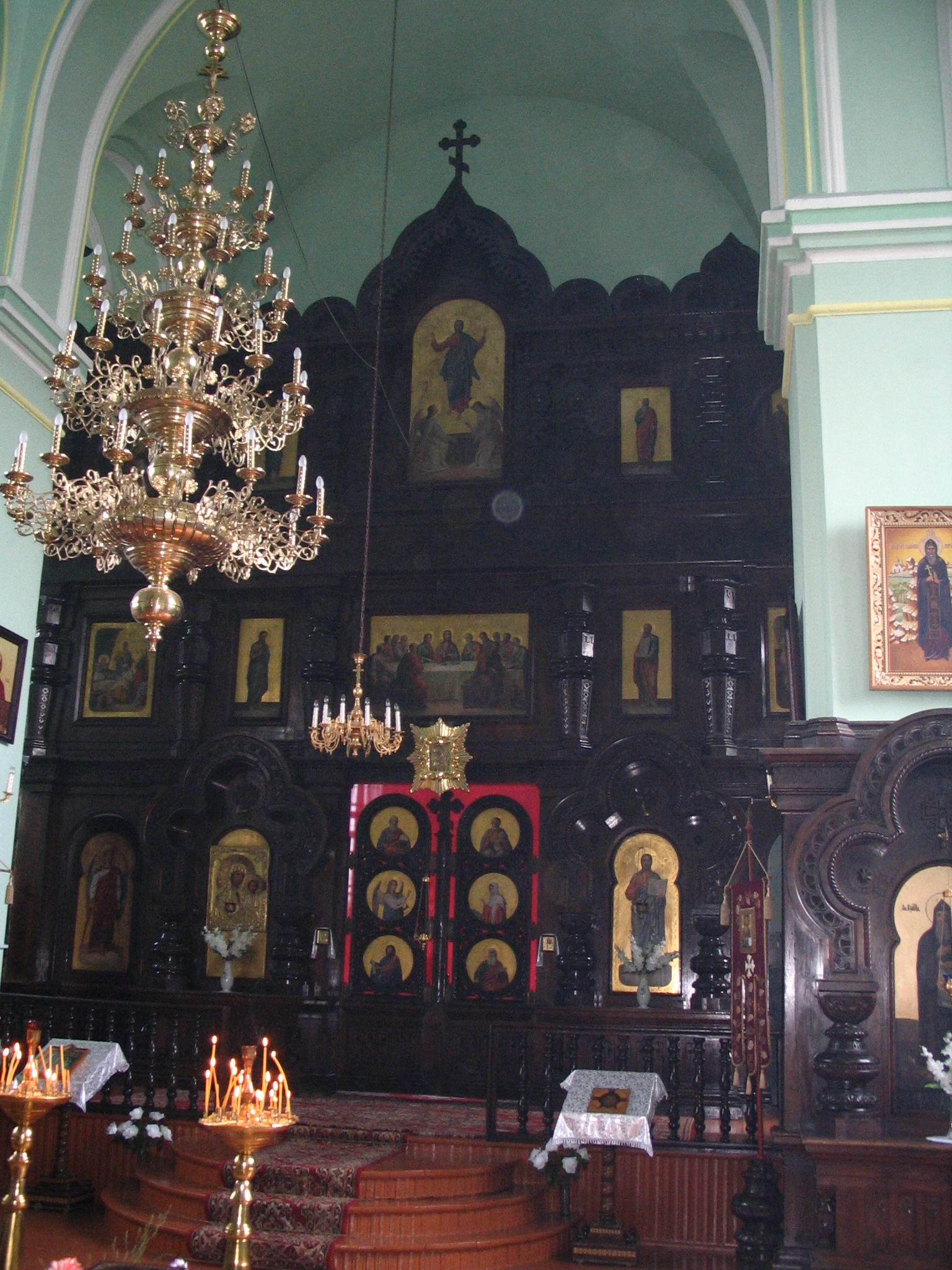
Ikonostas

Administracyjnie cerkiew należy do dekanatu kamienieckiego eparchii brzeskiej i kobryńskiej Egzarchatu Białoruskiego Patriarchatu Moskiewskiego. 
Cerkiew zaprojektowano na początku XX stulecia w stylu bizantyjsko-rosyjskim, w wariancie neoruskim. Wznoszone w tym okresie świątynie na ziemiach białoruskich i litewskich określano również jako murawjowki (od nazwiska generała rosyjskiego Michaiła Murawjowa „Wieszatiela”, który zdusił powstanie styczniowe). Budynek wzniesiono w latach 1912–1914.
Cerkiew położona jest na osi wschód-zachód, charakteryzuje się czteroczęściową kompozycją, posiada przedsionek (trapiezną) oraz trójkondygnacyjną dzwonnicę.